# Glenea horiensis
Glenea horiensis é uma espécie de escaravelho da família Cerambycidae.